# Jan Bogusz (zm. 1591)
Jan Bogusz herbu Półkozic (zm. ok. 1591) – kasztelan zawichojski w latach 1588–1591, kasztelan czechowski w latach 1581–1588, podkomorzy lubelski w latach 1561–1581, sekretarz królewski w 1561 roku, dworzanin królewski w 1555 roku.
Studiował w Wittenberdze w 1549 roku. Podpisał pacta conventa Zygmunta III Wazy w 1587 roku.